# Brinckheim
 Brinckheim (en alsacià Brínke) és un municipi francès, situat a la regió del Gran Est, al departament de l'Alt Rin. L'any 1999 tenia 328 habitants.

## Demografia
| 1962 | 1968 | 1975 | 1982 | 1990 | 1999 |
| ---- | ---- | ---- | ---- | ---- | ---- |
| 221  | 191  | 193  | 253  | 285  | 328  |

## Administració
| Període   | Identitat          | Partit |
| --------- | ------------------ | ------ |
| 2001-2008 | Jean-Georges Weber |        |
| 2008-     | Philippe Ginder    |        |